# Ecologia vegetal

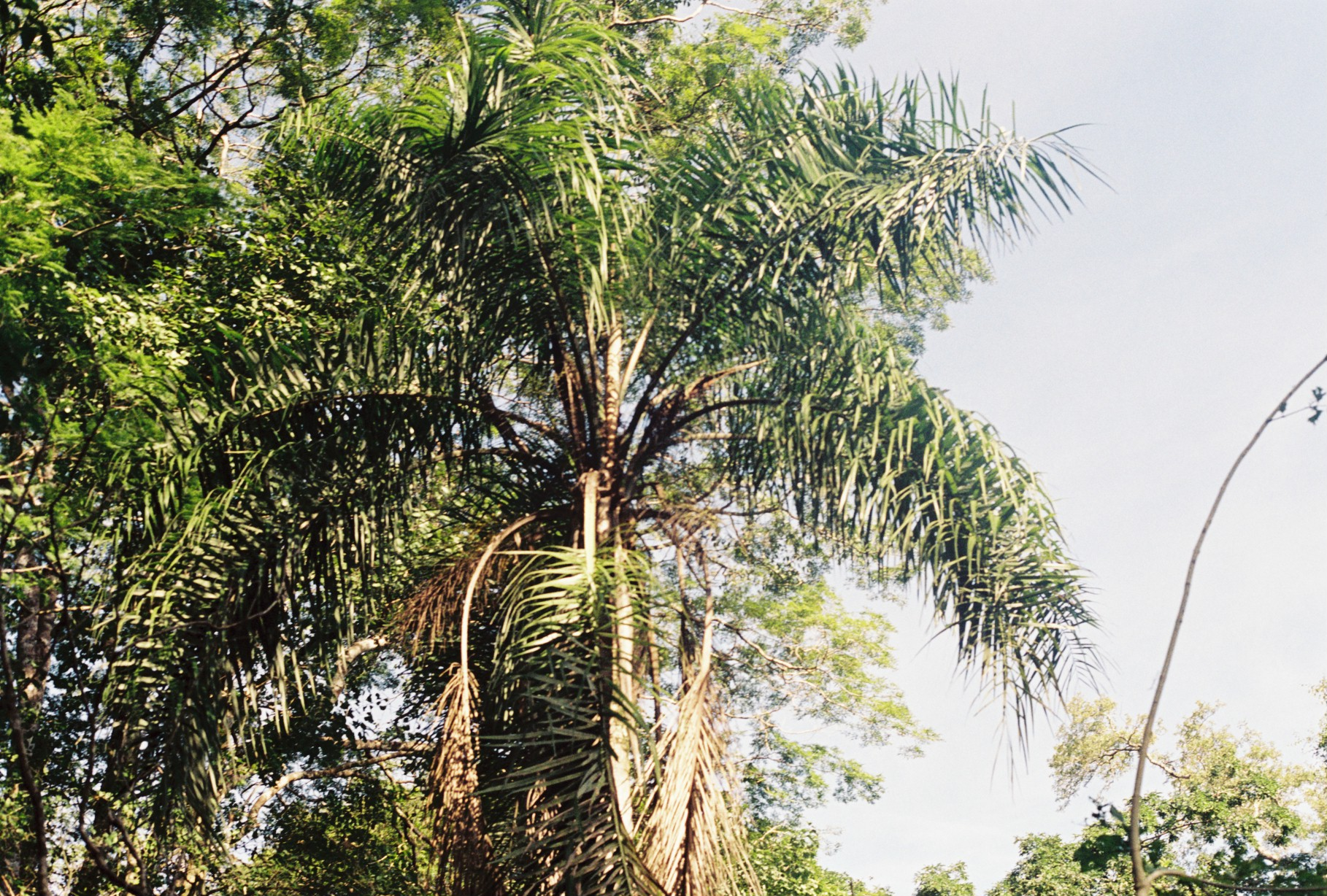
Vegetação do Pantanal natural da Terra Indígena Lalima/Pantanal/Brasil.

A ecologia vegetal é a subdisciplina da ecologia que estuda a distribuição e abundância das plantas, as interações entre membros da mesma espécie e de espécies diferentes e as suas interações com o meio ambiente. A ecologia vegetal tem origem tanto na geografia das plantas, como em estudos sobre o relacionamento entre plantas individuais e o seu meio envolvente.
De uma maneira geral, o âmbito da ecologia vegetal abarca a ecofisiologia vegetal, a ecologia populacional vegetal, a ecologia comunitária, a ecologia ecossistemática, a ecologia da paisagem e a ecologia global.
A ecologia vegetal tem origem tanto na geografia das plantas, como em estudos sobre o relacionamento entre plantas individuais e o seu meio envolvente.
Uma visão global dos principais tipos de vegetação da Terra é fornecida por O.W. Archibold. Ele reconhece 11 principais tipos de vegetação: Florestas tropicais, savanas tropicais, regiões áridas (desertos), ecossistemas mediterrânicos, ecossistemas florestais temperados, pastagens temperadas, florestas de coníferas, tundra, zonas úmidas terrestres, de água doce ecossistemas e sistemas costeiros/marinhos.
Essa variedade de  tópicos mostra a complexidade da ecologia vegetal, uma vez que ela inclui plantas que vão desde algas flutuantes até unicelulares ou grandes árvores formando o dossel da floresta.